# Balliswil

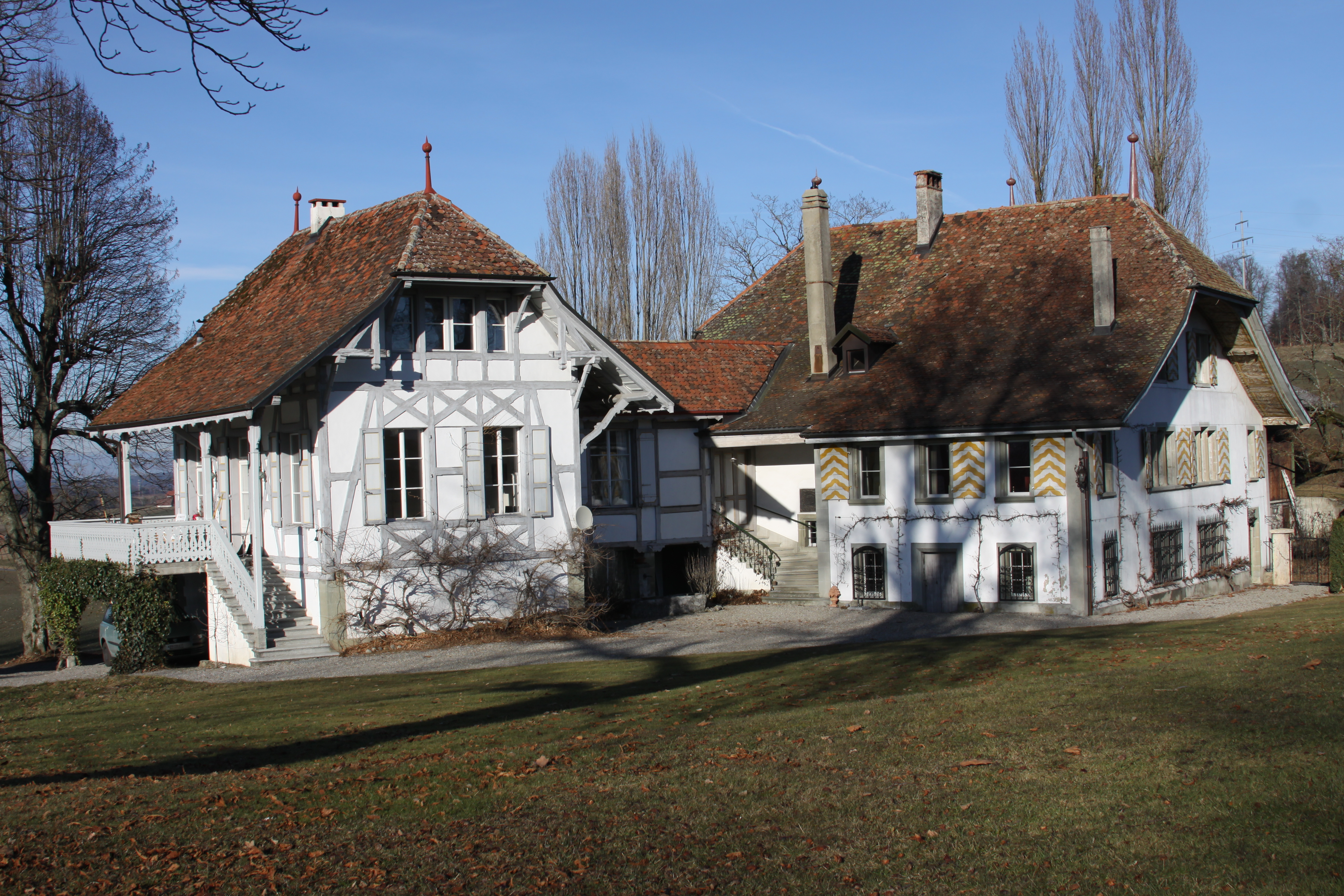
Schloss Balliswil, Ansicht von Norden

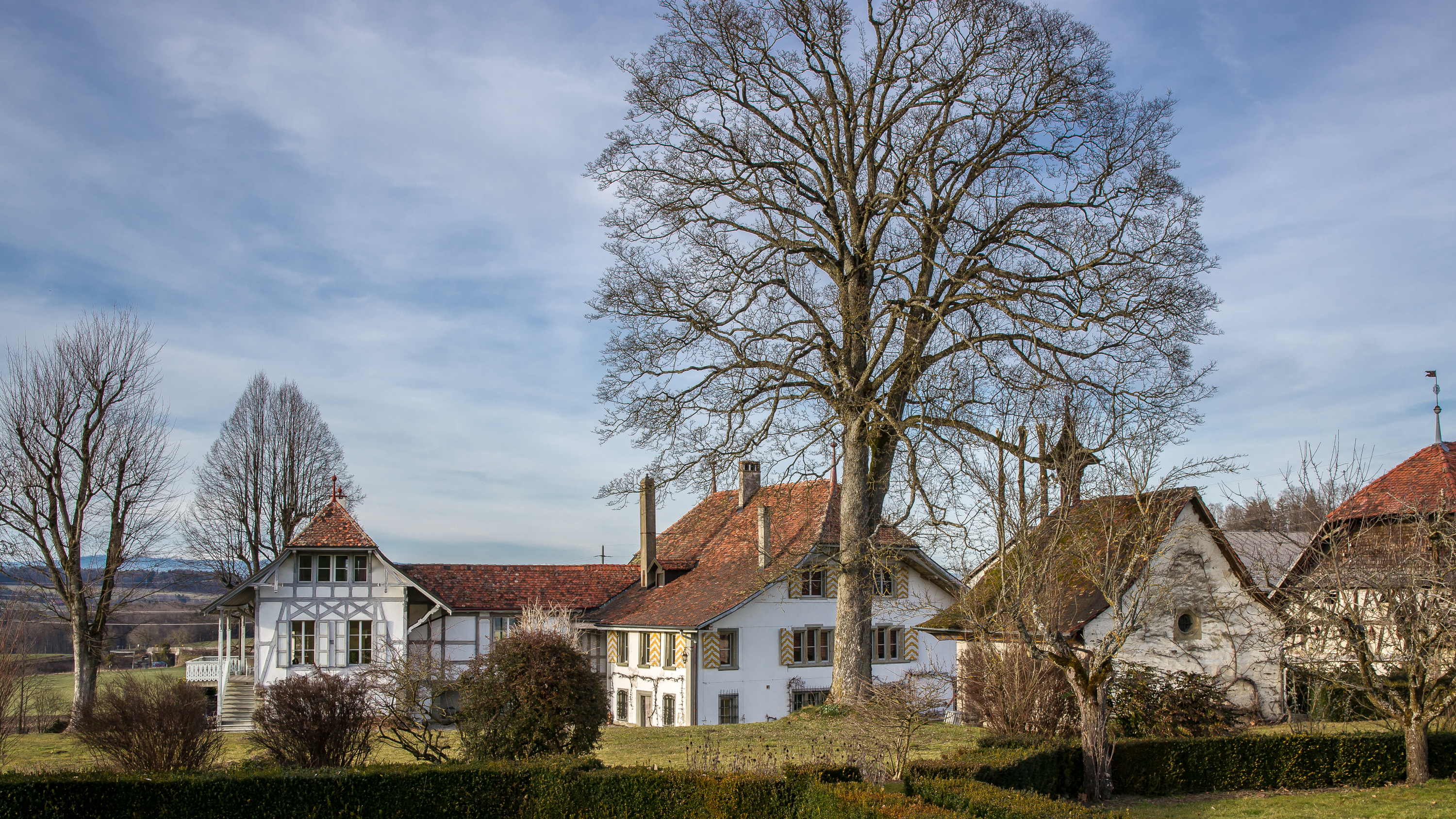
Schloss Balliswil, Ansicht von Süden, rechts: Kapelle

Balliswil ist ein Weiler mit dem Landsitz der Montenach im Westen der Gemeinde Düdingen des Kantons Freiburg in der Schweiz. Zum weitgehend intakten Ensemble des Landsitzes gehören das Herrenhaus, das Pächterhaus, Kapelle und Nebengebäude sowie die auf den Weiler führenden drei Alleen.

## Geschichte
Das Herrenhaus wurde 1653 von Säckelmeister Beat-Jakob von Montenach nach einem Brand zum Teil neu errichtet. Der Anbau mit dem Verbindungstrakt stammt wohl aus der Mitte des 19. Jahrhunderts. Dieser Landsitz wird geprägt vom Schloss Balliswil mit seinen Nebengebäuden und einer zeichenhaft angeordneten Vegetation. Ein von Linden- und Ahornbäumen beidseits gesäumter Weg führt vom Herrenhaus zur Grandfey-Brücke, ein weiterer Weg führt beidseits mit Eichenbäumen gesäumt nach Südosten in die Felder und ein dritter, beidseits gesäumt mit Platanen in die Felder westlich des ehemaligen Ofenhauses. Den Herrensitz beschatten auch Pappeln, Buchen und Rosskastanie. Der Landsitz kann als Musterbeispiel einer frühen Patrizierdomäne gelten. Dieser Landsitz ist in der Liste der Kulturdenkmäler von nationaler Bedeutung mit der Nummer 10149 aufgeführt.
Von 1860 bis 1862 war der Bahnhof Balliswil, ein provisorischer Bahnhof aus Holz, Endstation auf der Strecke Bern Richtung Freiburg, weil der Grandfey-Viadukt noch nicht fertiggestellt war. Nach der Eröffnung der durchgehenden Strecke Bern – Freiburg – Lausanne wurde der provisorische Bahnhof Balliswil aufgehoben.

## Galerie

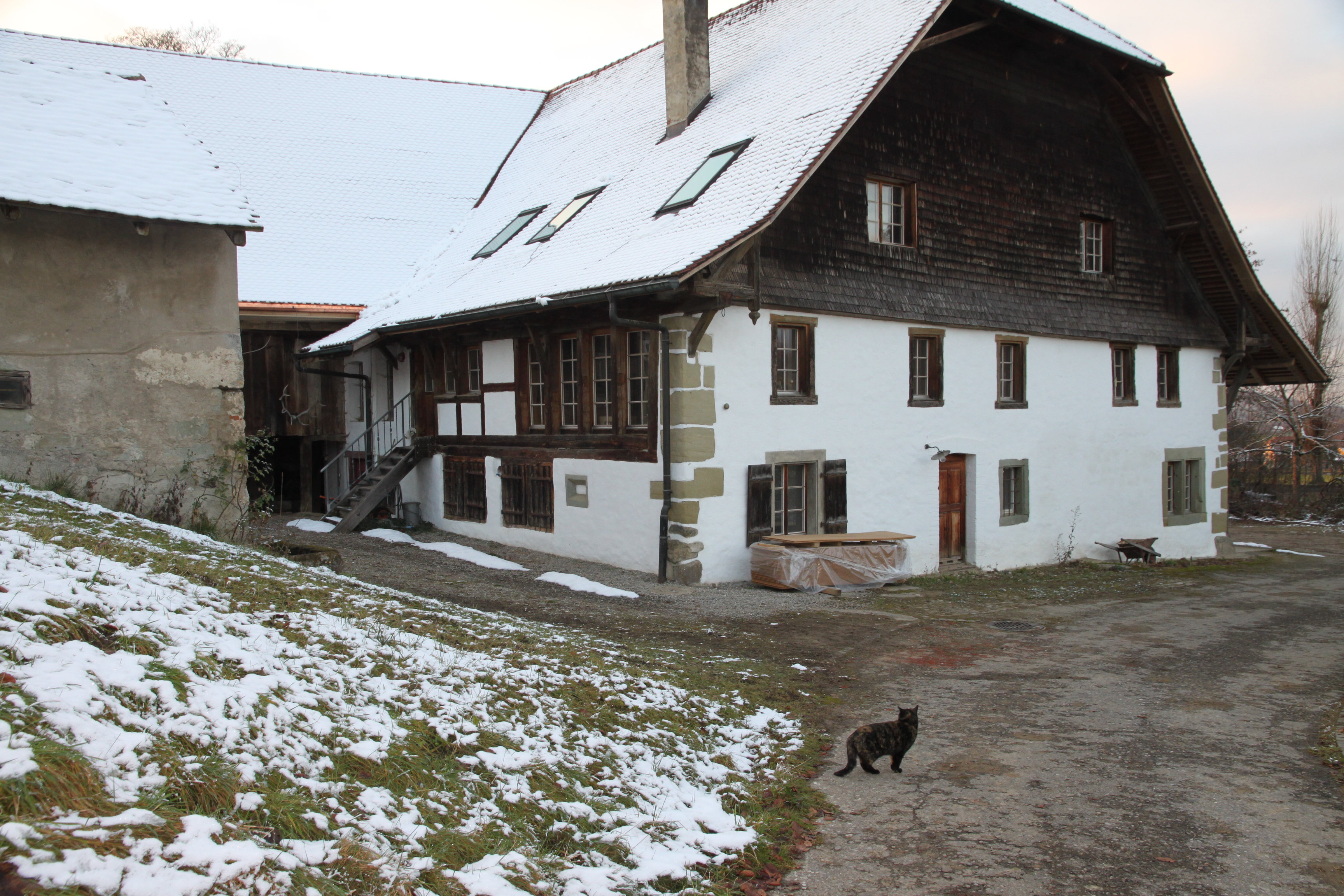
Pächterhaus von Südosten
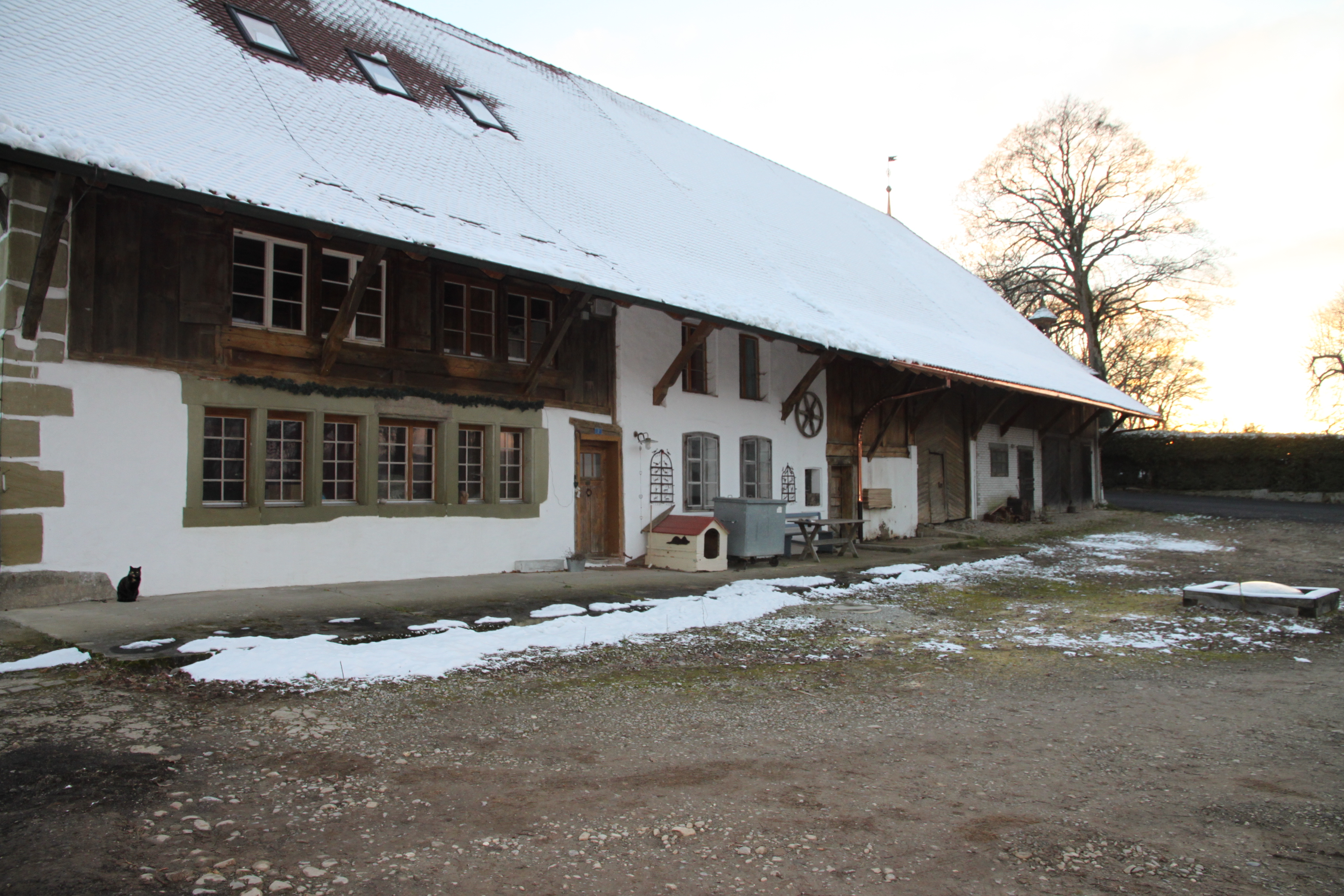
Nördliche Traufseite des Pächterhauses
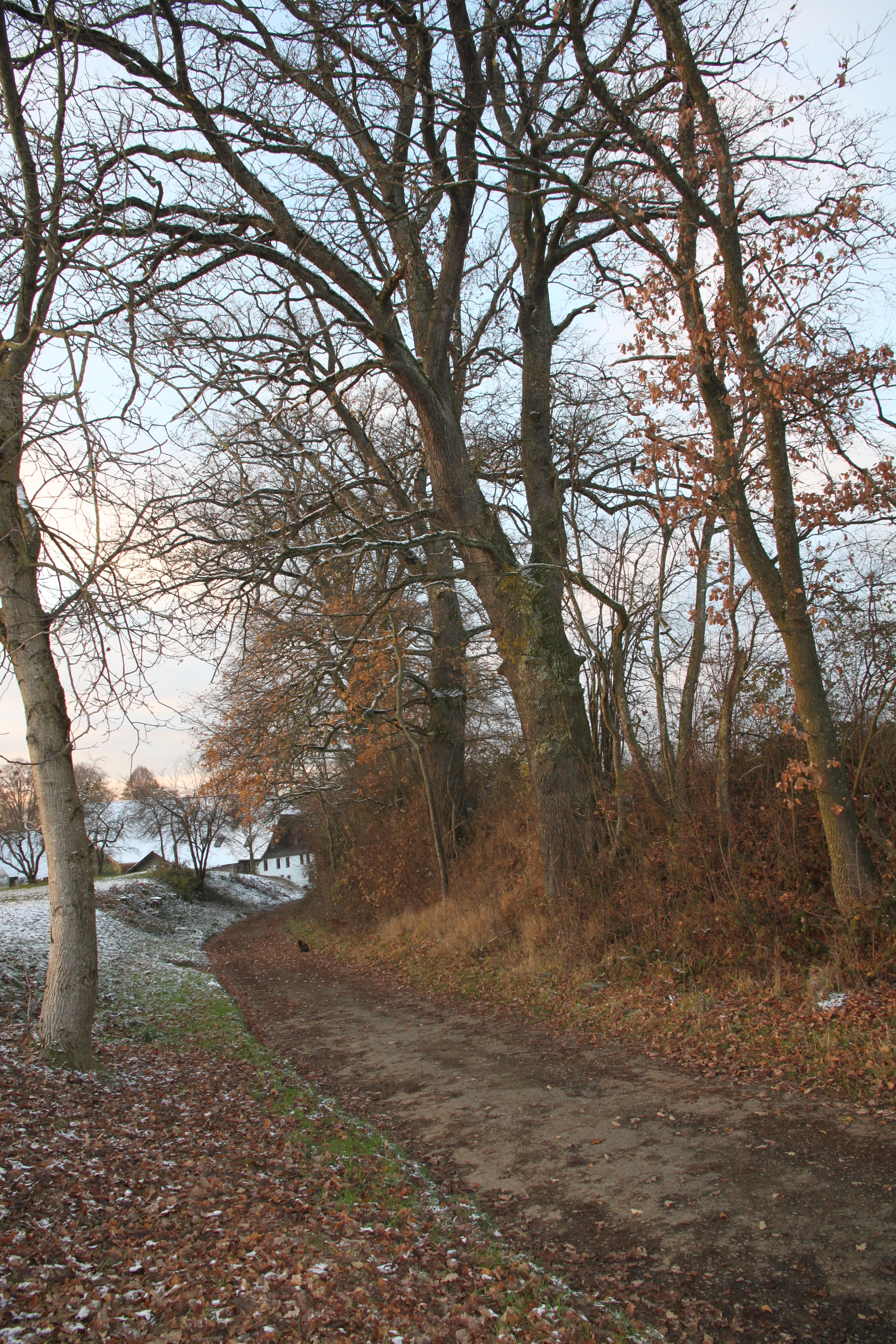
Hohlweg mit Eichen führt nach Südosten in die Felder
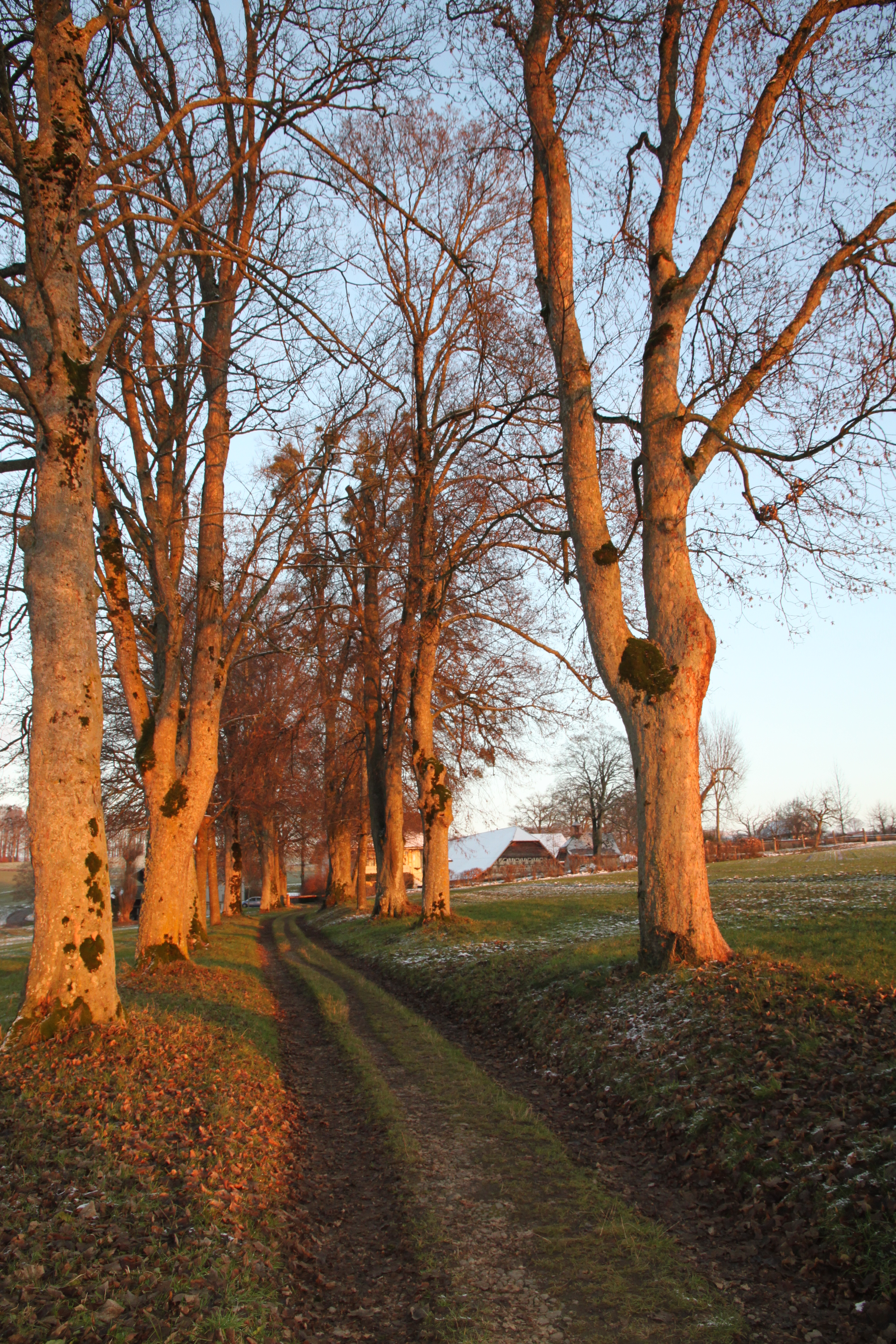
Westallee mit Linden und Ahorn führt zur Grandfey-Brücke
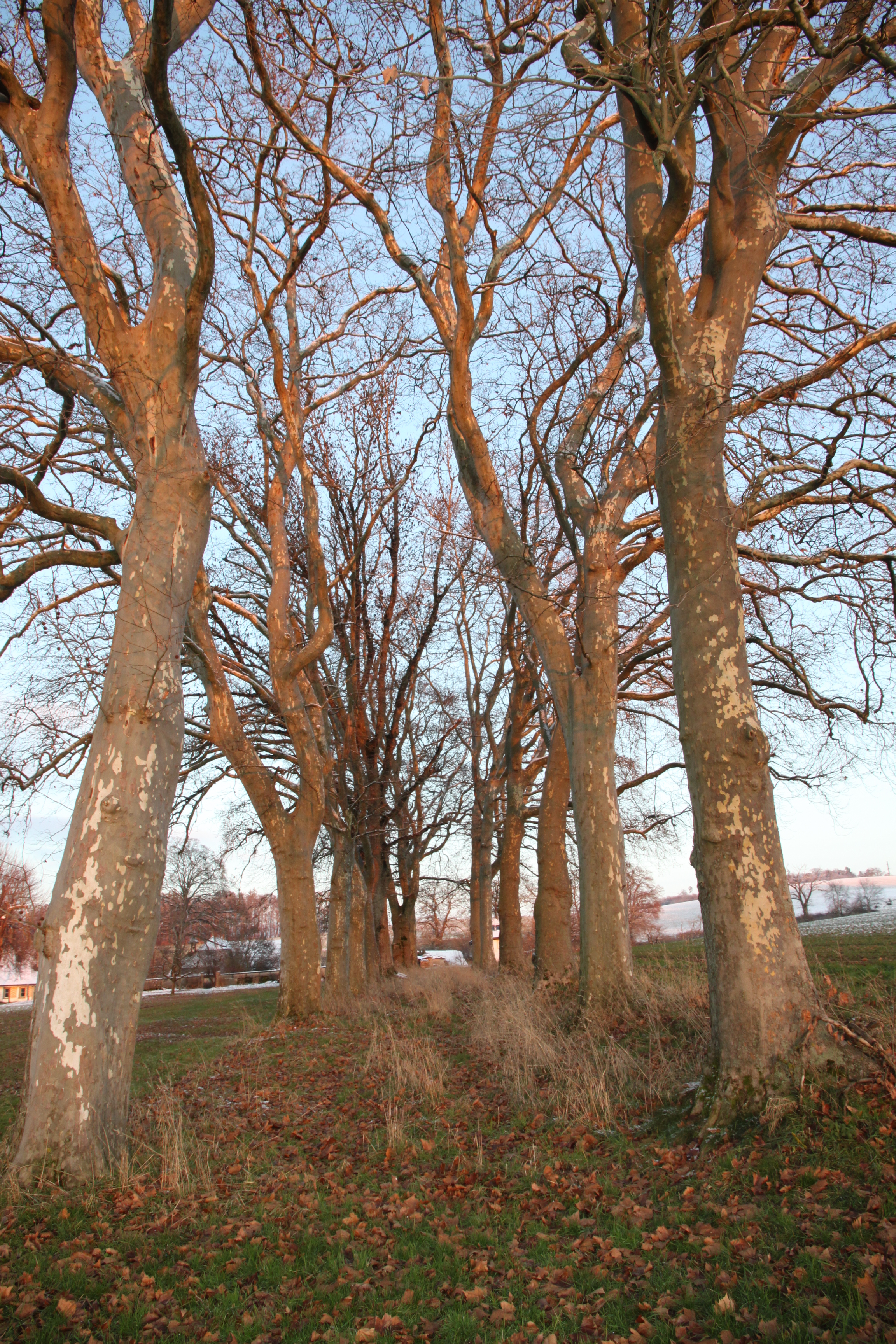
Platanenallee führt gegen Westen in die Felder
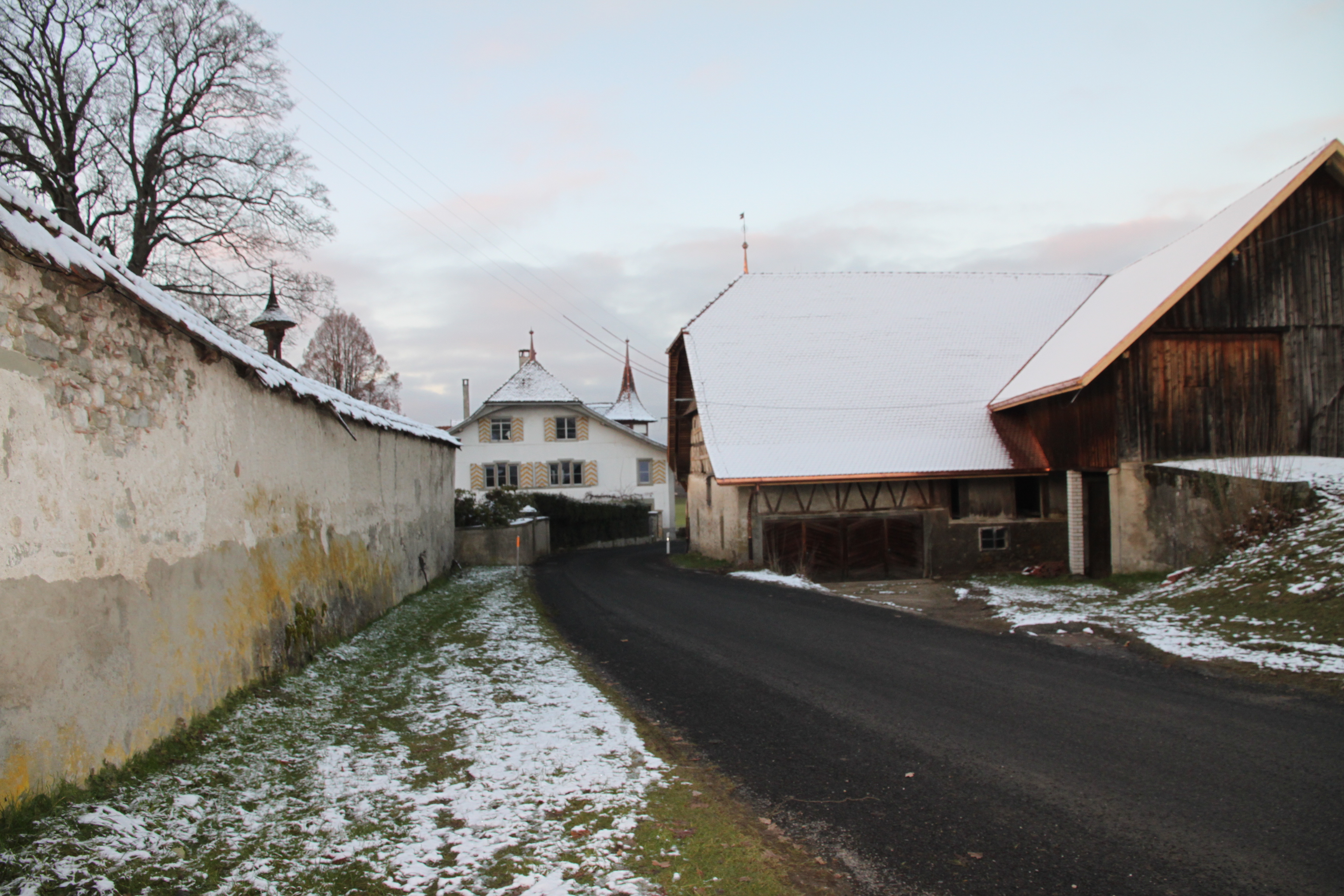
Strassenflucht führt auf das Schloss von Montenach